# Kasou Musou Shi
Kasou Musou Shi  (華想夢想紙) é o terceiro EP da banda visual kei, Alice Nine, lançado em 23 de novembro de 2005. Inclui sete faixas, seis dos quais foram anteriormente lançadas como singles. Duas versões do álbum foram liberados no mesmo dia, uma edição regular e uma edição especial.

## Recepção
Alcançou a 47° posição nas paradas da Oricon Albums Chart.

## Faixas[3]
| N.º            | Título                                    | Duração |  |
| 1.             | "Seija no Parade" (聖者のパレード)        | 4:13    |  |
| 2.             | "Gin no Tsuki Kuroi Hoshi" (銀の月黒い星) | 4:34    |  |
| 3.             | "Yami ni Chiru Sakura" (闇ニ散ル桜)       | 4:10    |  |
| 4.             | "Byakuya ni Kuro Neko" (白夜ニ黒猫)       | 4:50    |  |
| 5.             | "Yuri wa Aoku Saite" (百合は蒼く咲いて)   | 5:05    |  |
| 6.             | "Kousai Stripe" (光彩ストライプ)          | 4:51    |  |
| 7.             | "Mugen no Hana" (無限の花)                | 7:51    |  |
| Duração total: | Duração total:                            | 35:46   |  |

## Ficha técnica

### Alice Nine
- Shou - vocal
- Hiroto  - guitarra
- Tora - guitarra
- Saga - baixo
- Nao - bateria